# Marba jezik
Marba jezik (’azumeina, azumeina, kolong, kulung, maraba; ISO 639-3: mpg), 
čadski jezik podskupine masa, kojim govori 148 000 (2006) ljudi u čadskoj regiji Tandjilé u departmanu Tandjilé Ouest, sjeverno od grada Kélo.
Različit je od jezika marba ili marfa [mvu] koji se isto govori u Čadu a pripada u maba jezike. Dijalekt: Monogoy; pismo: latinica
.
Naziv Kulung dolazi po imenu mjesta.

## Vanjske poveznice
- Ethnologue (14th)
- Ethnologue (15th)